# Coleford
Coleford – miasto w Wielkiej Brytanii, w Anglii w hrabstwie Gloucestershire, położone na zachodnim krańcu Forest of Dean, sześć kilometrów od granicy z Walią, niedaleko doliny rzeki Wye. Popularny ośrodek turystyki indywidualnej, punkt wypadowy do Lasu dziekańskiego (Forest of Dean). 
W przeszłości ośrodek górnictwa węgla kamiennego (do lat 1950.) i przemysłu drzewnego. W mieście muzeum kolejowe w starej remizie nieistniejącej kolei do Monmouth.